# انجیر کوهی

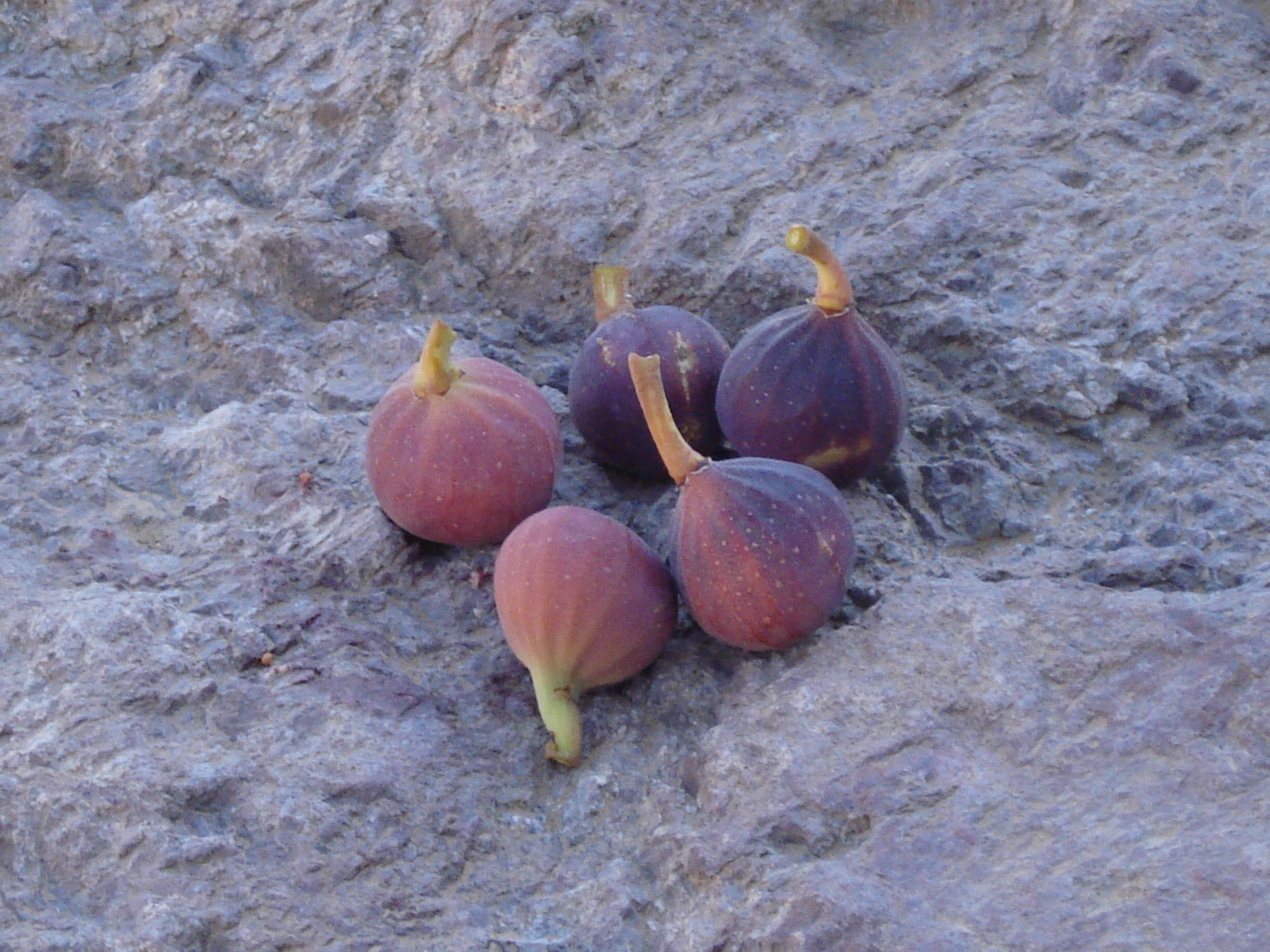
انجیر کوهی زیبا

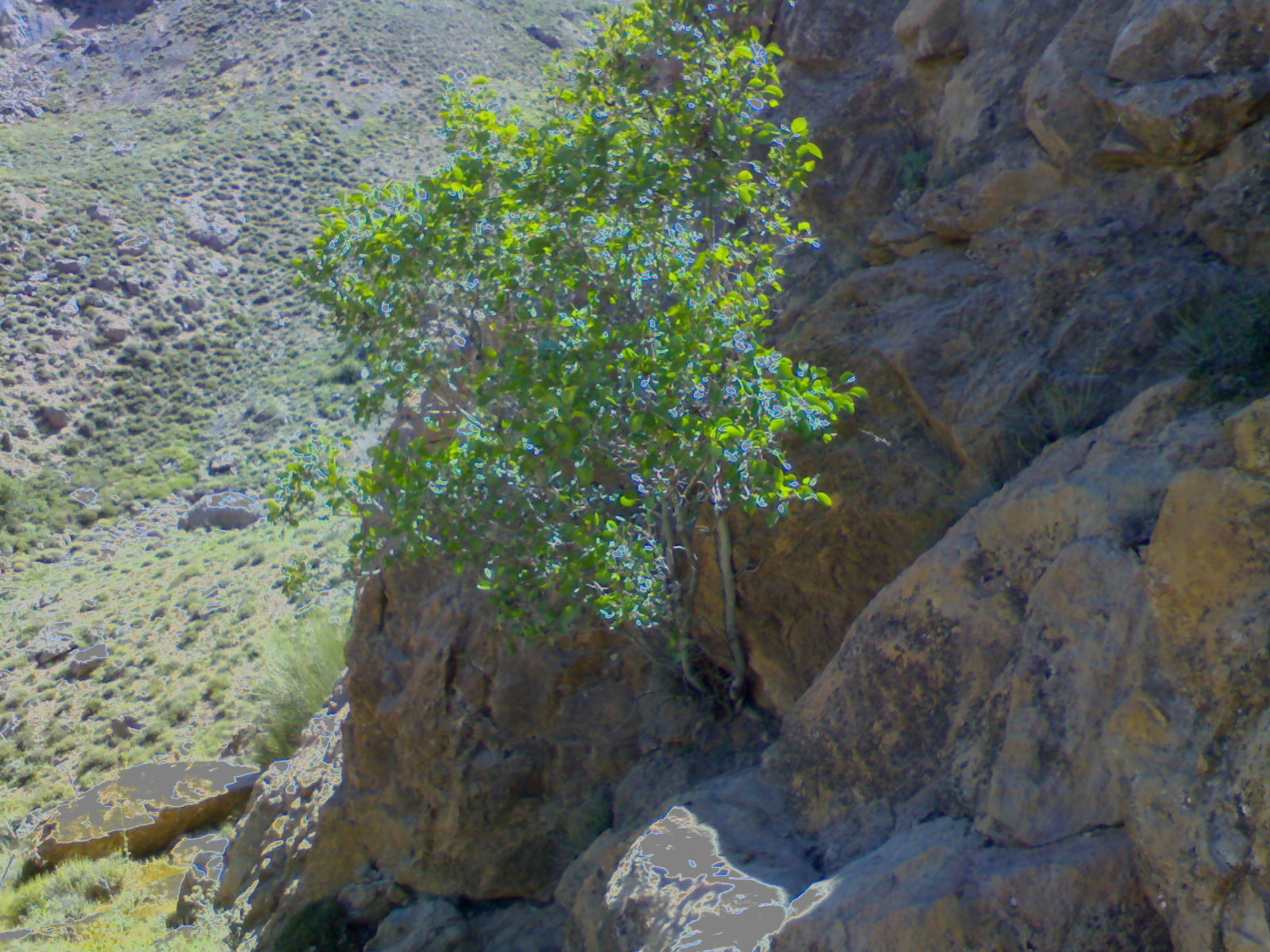
انجیرکوهی زیبد

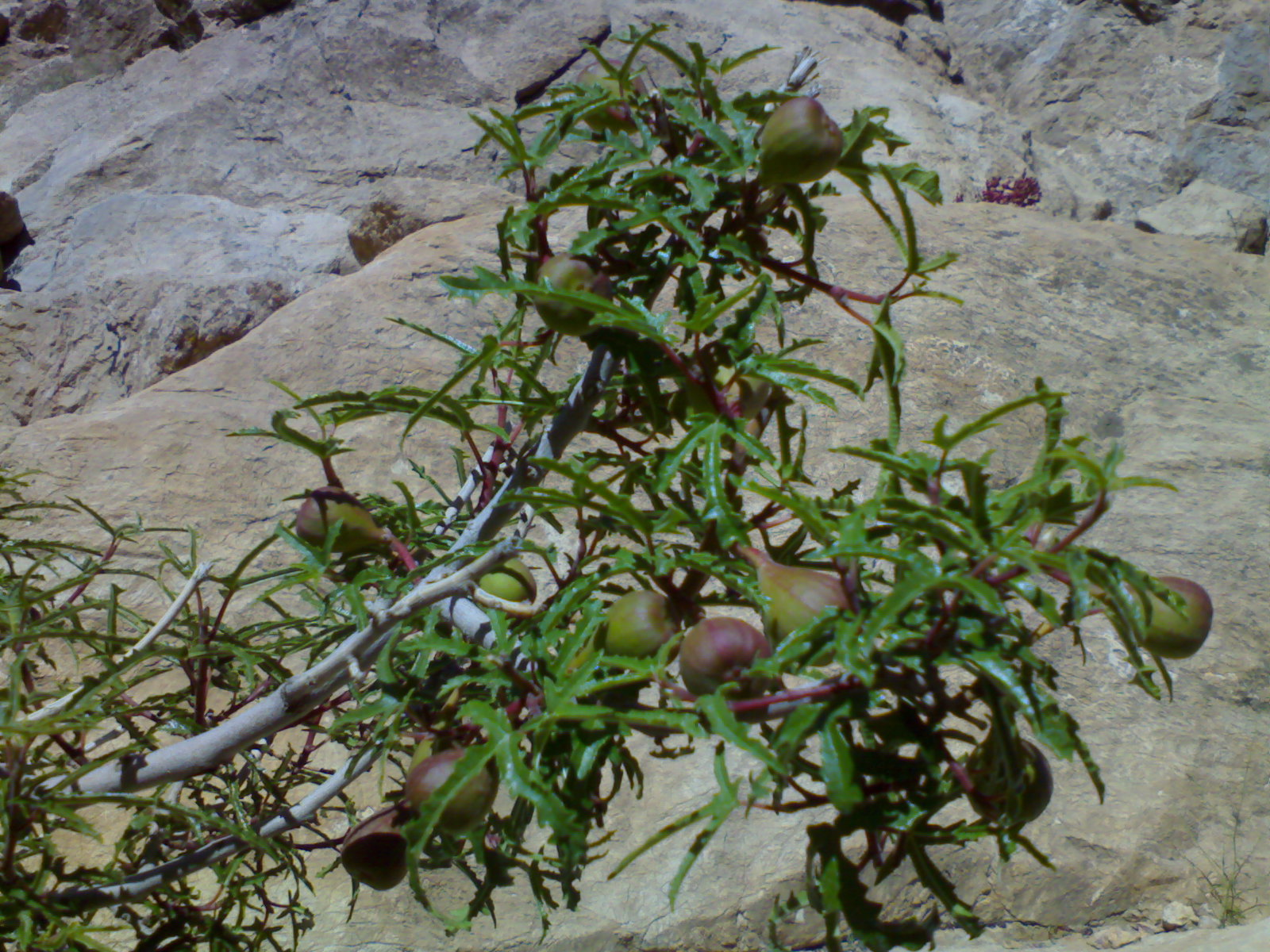
انجیر کوهی قلعه زیبد

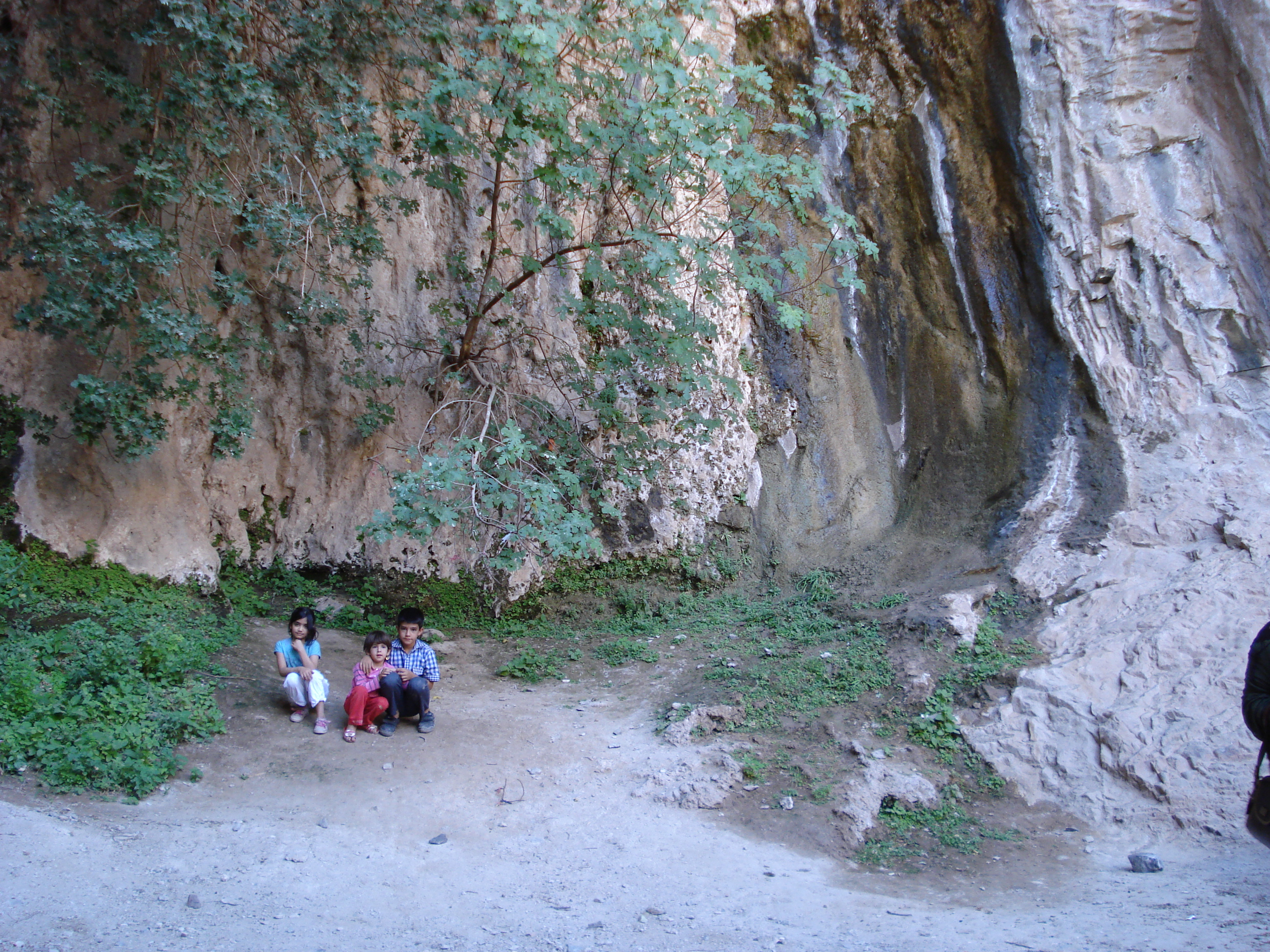
انجیر کوهی در ورودی سوفه زیبا، قلعه ساسانی

انجیر کوهی یا انجیر طبیعی که در منطقه استهبان به آن «کَل انجیر» می‌گویند، یکی از گونه‌های انجیر است که به صورت خودروُ در مناطق کوهستانی حاشیه کویر ایران می‌روید و در مقابل خشک سالی و سرما به‌شدت مقاوم است. تنها تفاوت این نوع انجیر با انجیر معمولی در مقاومت زیاد آن در مقابل سرما و کم‌آبی است درخت این نوع انجیر در روزنه‌های کوه‌ها و صخره‌ها می‌روید. انجیر رسیده آن شیرین و با طعمی نزدیک به ترش می‌باشد. این میوه یکی از قدیمی‌ترین گونه‌های گیاهی است که برای انسان شناخته شده بوده‌است. هنوز هم انسان و حیوانات و پرندگان و حتی خزندگان از این انجیر به عنوان خوراکی استفاده می‌کنند. انجیر کوهی در مناطق پر باران معمولاً میوه نمی‌دهد. انجیر کوهی میوه دار در کوه‌های قهستان به ویژه در مناطق کوهستانی زیبد به وفور وجود دارد؛ و کشته یا خشک شده آن را در قدیم به عنوان تنقلات و آجیل استفاده می‌کرده‌اند. در اطراف قلعه زیبد و کوه‌های اطراف و تنگل زیبد و رشته کوه زیبد که بخش غربی کوه‌های قهستان است درختان بسیار کهن‌سالی از انجیر کوهی و پسته کوهی تاقوک در روستاهای خوانسار، کرخنگان و برزگر بوانات فارس وجود دارد. تصویر از یک درخت انجیر در داخل ایوان صوفه پیر و قلعه زیبد است. احتمالاً این نوع انجیر در کوه‌های افغانستان نیز وجود داشته باشد. این نوع انجیر خواص بسیار زیاد پزشکی دارد.

## تصویرهایی از انجیر کوهی
| Leaf & Fruit                       | Fruit      | The Expulsion | Cross-section                                |
| ---------------------------------- | ---------- | --- | -------------------------------------------- |
|                                    |            | |                                              |
| برگها و میوه نرسیده انجیر کوهیtree | میوه انجیر | تصویری از اخراج آدم از باغ عدن — fresco Adam and Eve, آدم و حوا با برگ انجیر و بدون برگ انجیر، by مازاتچو، 1426–27 | Cutaway-section displaying the fruit anatomy |